# Рикамора, Конрад
Конрад Рикамора (англ. Conrad Ricamora; род. 17 февраля 1979, Санта-Мария, Калифорния) — американский актёр и певец филиппинского происхождения, наиболее известный по роли Оливера Хэмптона в драматическом сериале «Как избежать наказания за убийство».

## Ранние годы
Конрад Рикамора родился в Санта-Мария, Калифорния, в семье Рона Рикаморы и Дебби Болендер. Его отец имел филиппинское происхождение, а мать — немецкие и ирландские корни.
Рикамора окончил частный Королевский университет в Шарлотте, Северная Каролина, со степенью бакалавра в области психологии. Также учился в актёрской школе Film Actors Studio в Шарлотте и в актёрской школе при театре Walnut Street в Филадельфии. В мае 2012 года окончил Университет Теннесси в Ноксвилле со степенью магистра искусств в области актёрского мастерства.

## Карьера
В 2013—2014 годах Рикамора исполнял роль Бениньо Акино в бродвейском мюзикле «Здесь лежит любовь» в Общественном театре на Бродвее. За эту роль он получил премию «Театральный мир» и был номинирован на премию Lucille Lortel Award. В 2014—2015 годах исполнял роль Оливера Хэмптона в драматическом телесериале Шонды Раймс «Как избежать наказания за убийство».
В 2015 году Рикамора играл роль Лун Та в бродвейском мюзикле Роджерса и Хаммерстайна «Король и я» в постановке Бартлетта Шера. В 2016 году мюзикл был номинирован на премию «Грэмми» в номинации «Лучший альбом музыкального театра». В 2017 году снова сыграл роль Бениньо Акино в мюзикле «Здесь лежит любовь» в Репертуарном театре в Сиэтле.

## Личная жизнь
Рикамора — открытый гей. Совершил каминг-аут в 2001 году.
В браке с Питером Уэсли Рикамора-Дженсеном с 29 июля 2023 года.

## Фильмография
| Год       |    | Русское название                   | Оригинальное название                       | Роль                    |
| --------- | -- | ---------------------------------- | ------------------------------------------- | ----------------------- |
| 2005      | ф  | —                                  | Nightmare at the Fear Factory               | Иэн                     |
| 2006      | ф  | Рики Бобби: Король дороги          | Talladega Nights: The Ballad of Ricky Bobby | сотрудник автоинспекции |
| 2014—2020 | с  | Как избежать наказания за убийство | How to Get Away with Murder                 | Оливер Хэмптон          |
| 2017      | ф  | Свет луны                          | The Light of the Moon                       | Джек                    |
| 2017      | с  | —                                  | Mental                                      | доктор Торрес           |
| 2018      | с  | —                                  | Immaculate                                  | н/д                     |
| 2020      | мф | Путешествие на Луну                | Over the Moon                               | Хоуи                    |
| 2021      | с  | Ординатор                          | The Resident                                | доктор Джейк Вонг       |